# ISO 128
ISO 128 é uma norma da Organização Internacional para Padronização (ISO), sobre os princípios gerais de apresentação em técnicas de desenhos técnicos, mais específicos as representações gráficas de objeto nos desenhos técnicos.